# Liste der Kulturdenkmale in Sollstedt
Die Liste der Kulturdenkmale in Sollstedt umfasst die als Ensembles, Straßenzüge und Einzeldenkmale erfassten Kulturdenkmale in der thüringischen Gemeinde Sollstedt und ihrer Ortsteile.
Die Angaben in der Liste ersetzen nicht die rechtsverbindliche Auskunft der zuständigen Denkmalschutzbehörde.

## Legende
- Bild: zeigt ein Bild des Kulturdenkmals und gegebenenfalls einen Link zu weiteren Fotos des Kulturdenkmals im Medienarchiv Wikimedia Commons
- Bezeichnung: Name, Bezeichnung oder die Art des Kulturdenkmals
- Lage: Wenn vorhanden Straßenname und Hausnummer des Kulturdenkmals; Grundsortierung der Liste erfolgt nach dieser Adresse. Der Link Karte führt zu verschiedenen Kartendarstellungen und nennt die Koordinaten des Kulturdenkmals.
 Kartenansicht, um Koordinaten zu setzen – in dieser Kartenansicht sind Kulturdenkmale ohne Koordinaten mit einem roten bzw. orangen Marker dargestellt und können in der Karte gesetzt werden. Kulturdenkmale ohne Bild sind mit einem blauen bzw. roten Marker gekennzeichnet, Kulturdenkmale mit Bild mit einem grünen bzw. orangen Marker.
- Datierung: gibt das Jahr der Fertigstellung beziehungsweise das Datum der Erstnennung oder den Zeitraum der Errichtung an
- Beschreibung: bauliche und geschichtliche Einzelheiten des Kulturdenkmals, vorzugsweise die Denkmaleigenschaften
- ID: Die ID identifiziert das Kulturdenkmal eindeutig. In Thüringen sind aktuell keine IDs veröffentlicht. In der ID-Spalte kann sich auch folgendes Icon  befinden, dies führt zu Angaben zu diesem Kulturdenkmal bei Wikidata.

## Kulturdenkmale nach Ortsteilen

### Sollstedt
| Bild                                             | Bezeichnung                   | Lage                            | Datierung | Beschreibung                                                               | ID |
| ------------------------------------------------ | ----------------------------- | ------------------------------- | --------- | -------------------------------------------------------------------------- | -- |
| weitere Bilder Fotos hochladen                   | Evangelische Kirche St. Petri | Dorfstraße 21 (Karte)           |           | St.-Petri-Kirche samt künstlerischer Ausstattung, Kirchhof und Einfriedung |    |
| BW                                               | Wohnhaus                      | Dorfstraße 11 (Karte)           |           | Wohnhaus, ehemals Dorfstraße 27                                            |    |
| BW                                               | Pfarrhaus                     | Dorfstraße 30 (Karte)           |           | ehemals Dorfstraße 63                                                      |    |
| BW                                               | Gasthof                       | Dorfstraße 41 (Karte)           |           | ehemals Dorfstraße 67                                                      |    |
| BW                                               | Wohnhaus                      | Dorfstraße 43 (Karte)           |           | Wohnhaus, ehemals Dorfstraße 38                                            |    |
| BW                                               | Hofanlage                     | Dorfstraße 68 (Karte)           |           | Gehöft, ehemals Dorfstraße 6                                               |    |
| [[Datei:\|120x120px\|Hofanlage]] Fotos hochladen | Hofanlage                     | Dorfstraße 69                   |           | Gehöft, ehemals Dorfstraße 46                                              |    |
| BW                                               | Schule                        | Halle-Kasseler-Str. 111 (Karte) |           | Staatliche Grund- und Regelschule, ehemals Dorfstraße 150                  |    |
| BW                                               | Mühle                         | Mühlgasse 69 (Karte)            |           | Mühlengehöft                                                               |    |
| Direkt Bild zu diesem Denkmal hochladen          | Hofanlage                     | Rehunger Straße 2               |           | Gehöft, evtl. nicht mehr existent                                          |    |

### Rehungen
| Bild                                    | Bezeichnung                 | Lage                          | Datierung | Beschreibung                                                     | ID |
| --------------------------------------- | --------------------------- | ----------------------------- | --------- | ---------------------------------------------------------------- | -- |
| weitere Bilder Fotos hochladen          | Kirche                      | Hauptstraße 2c (Karte)        |           | Kirche samt künstlerischer Ausstattung, Kirchhof und Einfriedung |    |
| BW                                      | Pfarrhaus                   | Hauptstraße 5 (Karte)         |           | Pfarrhaus                                                        |    |
| Direkt Bild zu diesem Denkmal hochladen | Gemeindehaus, Museum        | Hauptstraße 70                |           | ehemaliges Gutshaus                                              |    |
| Direkt Bild zu diesem Denkmal hochladen | Klosterhof                  | Kumtorhof 1                   |           | ehemaliger Klosterhof Utterode                                   |    |
| Direkt Bild zu diesem Denkmal hochladen | Grabstätte für KZ-Häftlinge | Koordinaten fehlen! Hilf mit. |           | Grabstätte für KZ-Häftlinge des KZ Mittelbau-Dora, Außenkommando |    |

### Wülfingerode
| Bild                                    | Bezeichnung                       | Lage                         | Datierung | Beschreibung                                                                   | ID |
| --------------------------------------- | --------------------------------- | ---------------------------- | --------- | ------------------------------------------------------------------------------ | -- |
| weitere Bilder Fotos hochladen          | Evangelische Kirche St. Elisabeth | Kirchstraße 53 (Karte)       |           | St.-Elisabeth-Kirche samt künstlerischer Ausstattung, Kirchhof und Einfriedung |    |
| Direkt Bild zu diesem Denkmal hochladen | Wohnhaus                          | Karl-Marx-Straße 11          |           | Wohnhaus                                                                       |    |
| BW                                      | Wohnhaus                          | Karl-Marx-Straße 17 (Karte)  |           | Wohnhaus                                                                       |    |
| BW                                      | Wohnhaus                          | Karl-Marx-Straße 31 (Karte)  |           | Wohnhaus                                                                       |    |
| BW                                      | Gehöft                            | Karl-Marx-Straße 32a (Karte) |           | Gehöft                                                                         |    |
| Direkt Bild zu diesem Denkmal hochladen | Wohnhaus                          | Karl-Marx-Straße 37a         |           | Wohnhaus                                                                       |    |
| BW                                      | Brücke                            | Kirchstraße (Karte)          |           | Brücke über den Mühgraben                                                      |    |
| Fotos hochladen                         | Meilensteinobelisk                | L3080 (Karte)                |           | Meilensteinobelisk an der L3080                                                |    |